# 余珊
余珊（1474年—1529年），字德輝，號竹城，直隸安慶府桐城縣（今安徽省安慶市桐城縣）人，明朝政治人物、进士出身。

## 生平
治《書經》，由縣學生中式正德二年（1507年）應天府鄉試第三十二名舉人，正德三年（1508年）聯捷戊辰科會試第六十名，第三甲第三十七名進士。初授行人司行人，正德七年五月，升任湖广道监察御史，期间批判明武宗执政，九年巡按直隶，后在巡鹽長蘆中发现贪污事件，后被诬陷，降为安陸州判官。移開州判官，升澧州知州。嘉靖继位，正德十六年六月升任江西僉事，討平梅花峒賊。嘉靖二年二月遷雲南副使，调四川副使，备兵威茂。大礼成，应诏上十渐疏，剀切万余言，俱中时弊，朝论韪之。珊告归，上问故，曰作家庙，上嘉之，封为祠堂焉，故桐国独有余氏祠堂。起补湖广副使，丁忧归，服阕，再补廣東副使，八年二月官至四川按察使，逾月卒于官。

## 家族
曾祖余秀二。祖父余继荣。父余清。母程氏。具庆下，兄余高、弟余瑚。

## 延伸阅读
[在维基数据编辑]
 《明史卷二百〇八》，出自《明史》